# Maryse Declercq-Robert
Maryse Declercq-Robert (23 juli 1951) was een Belgisch gedeputeerde.

## Levensloop
Ze werd beroepshalve sociaal assistent en was eveneens parlementair medewerkster.
Voor de PS werd ze verkozen tot provincieraadslid van de provincie Namen, een mandaat dat ze uitoefende tot in 2018. Van 2000 tot 2004 was ze voorzitter van de provincieraad en vervolgens van 2004 tot 2012 gedeputeerde van de provincie. Van 2012 tot 2018 was eveneens gemeenteraadslid van Walcourt, een mandaat dat ze eerder tot 2004 uitoefende. Van 2012 tot 2018 was ze OCMW-voorzitter van Walcourt en sinds 2018 is ze OCMW-raadslid van de gemeente.
In 2007 werd Declercq-Robert ook verkozen in de Kamer van volksvertegenwoordigers, maar gaf haar voorkeur aan haar functie van gedeputeerde en liet zich vervangen door Jean-Marc Delizée.